# John 5
John William Lowery (Grosse Pointe, Míchigan, 31 de julio de 1970), más conocido como John 5 es un guitarrista de heavy metal  estadounidense. Alcanzó cierta notoriedad desde que fue parte de la banda de Marilyn Manson en 1998 hasta que la abandonó en 2004. Posteriormente se unió en 2006 a Rob Zombie, banda de la cual formó parte hasta 2022 junto a Ginger Fish y Piggy D. Paralelamente cuenta con su proyecto solista "John 5 and the Creatures". En octubre de 2022 fue anunciado oficialmente como el nuevo guitarrista de Mötley Crüe tras el retiro del miembro fundador Mick Mars.
También lanzó siete álbumes solistas: Vertigo (2004), Songs For Sanity (2005), The Devil Knows My Name (2007), Requiem (2008), The Art of Malice (2010), God Told Me To (2012), Careful with that Axe (2014) y Season of the Witch (2017) así como el álbum de remixes Remixploitation (2009).
Durante su carrera, John 5 ha trabajado con muchos artistas en una variedad de géneros musicales. Además de ser el guitarrista principal para Marilyn Manson, Rob Zombie y Rob Halford, ha escrito y tocado con músicos que van desde Mötley Crüe hasta Tina Guo.

## Biografía
Lowery comenzó a tocar la guitarra a los 7 años después de ver el programa televisivo Hee Haw con su padre. Sus padres apoyaron su idea de tocar mientras esto no interfiriera con sus estudios. También lo acompañaron a bares de adultos donde el tocaba por las noches.
Estuvo casado con la modelo nudista Aria Giovanni de 2002 a 2006. John 5 actualmente está casado con Rita Lowery.

### (1987-1995) Comienzos de su carrera
Lowery comenzó su carrera como sesionista al mudarse a Los Ángeles a los 17 años. Su primera banda en L.A. fue Alligator Soup, la que lo llevó a una importante reunión con Rudy Sarzo de Whitesnake, esto le dio su primer acercamiento a la exposición.
Comenzó a trabajar en numerosos proyectos con el productor Bob Marlette incluyendo bandas sonoras de programas de televisión, de películas (incluyendo Speed 2: Cruise Control), y comerciales e infomerciales.
Luego Lowery fue elegido para tocar con Lita Ford, en la apertura de los conciertos de Kiss. Allí empezó una larga amistad con los miembros de dicha banda, incluyendo una estrecha amistad con Paul Stanley, que en 2006 se vio recompensada con su invitación para participar del álbum Live to Win del cantante.
El siguiente proyecto de Lowery fue la banda de corta vida Red Square Black junto a Randy Castillo. Ellos produjeron un EP homónimo, pero la banda se disolvió cuando Lowery fue elegido entre 2000 guitarristas para tocar en la gira de K. D. Lang.

### (1996-2004) Carrera con Marilyn Manson
En 1996 Lowery se enteró de que Marilyn Manson buscaba un nuevo guitarrista debido a la marcha de Scott Putesky. Fue entonces cuando llamó al estudio de Manson en Nueva Orleans y preguntó por la vacante, a lo que le respondieron con un "ya conseguimos a alguien" y colgaron el teléfono.
En 1998 Zim Zum abandona la banda para concentrarse en su proyecto en solitario y Manson nuevamente está en busca de un nuevo guitarrista. Luego de quedar en un almuerzo, fue elegido el nuevo guitarrista de la banda, según palabras de Lowery: "«Manson prácticamente me dio el nombre en el acto y dijo:» Tu nombre será John 5 y me encantaría que tocaras con nosotros «. Así que no tuve necesidad de audicionar ni nada".
“Simplemente me dio el nombre allí mismo en el almuerzo... y fui el quinto miembro de Marilyn Manson ".

Sacó 2 álbumes de estudio con Manson. Dejó la banda en 2004 por problemas con Brian Warner.

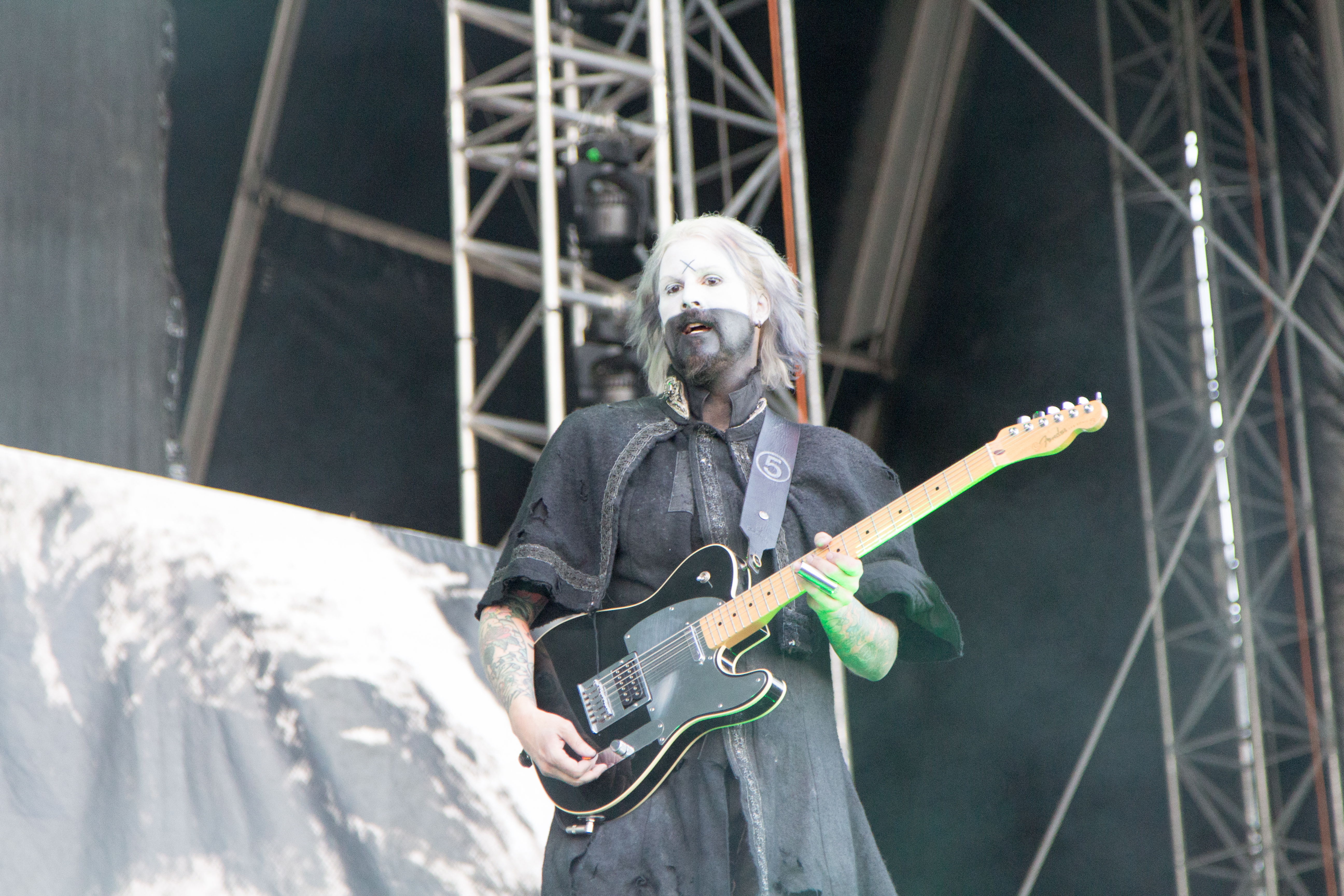
John 5 (Nova Rock 2014)

## Discografía

### Solista
Álbumes
- 2004: Vertigo
- 2005: Songs For Sanity
- 2007: The Devil Knows My Name
- 2008: Requiem
- 2009: Remixploitation (álbum de remixes)
- 2010: The Art of Malice[2]
- 2012: God Told Me To
- 2014: Careful with that Axe
- 2017: Season of the Witch
- 2019: Invasion

Sencillos
- "Laurie's Theme" (Halloween II: Original Motion Picture Soundtrack, 2009)
- "Making Monsters" [& The Creatures] (2016)
- "Now Fear This" [& The Creatures] (2016)
- "Behind The Nut Love" [& The Creatures] (Regrabado del álbum Songs for Sanity) (2016)

### Marilyn Manson
Álbumes
- Mechanical Animals (1998, acreditado como guitarrista en vivo)
- The Last Tour On Earth (1999, álbum en vivo)
- Holy Wood (In the Shadow of the Valley of Death) (2000)
- The Golden Age of Grotesque (2003)
- Lest We Forget: The Best Of (álbum de grandes éxitos lanzado en el 2004 tras la partida de John 5; él es nombrado en los créditos del álbum)

### Rob Zombie
Álbumes
- Educated Horses (2006)
- Zombie Live (2007)
- Hellbilly Deluxe 2 (2010)
- Venomous Rat Regeneration Vendor (2013)
- The Electric Warlock Acid Witch Satanic Orgy Celebration Dispenser (2016)

### Mötley Crüe
EP
- Cancelled (2024)

## Guitarras
- Fender brisa manda
- Fender J5 Triple Tele® Deluxe
- Fender J5 Special Edition Acoustic
- Squier J5 Telecaster®